# H. P. ラヴクラフト (バンド)
H. P. ラヴクラフト（H. P. Lovecraft）は、1967年にイリノイ州シカゴで結成されたアメリカ合衆国のサイケデリック・ロック・バンド。

## 概要
バンド名はアメリカの怪奇小説家「ハワード・フィリップス・ラヴクラフト」にちなんで名付けられた。バンドの音楽の多くは妖しく不気味な雰囲気を持っており、彼らがバンド名にした怪奇小説作家の書く不気味な文章からインスピレーションを得て作曲されたものであった。サイケデリアとフォークロックの要素を併せ持つこのバンドのサウンドは、元フォーク・シンガーのジョージ・エドワーズとクラシック音楽の教育を受けたデイヴ・マイケルズの印象的なボーカルハーモニーによって特徴づけられた。さらに、オルガン、ピアノ、ハープシコード、クラリネット、リコーダーなど複数の楽器を操るマイケルズの才能は、同時代の多くのバンドよりも豊かな音色を提供した。
1967年にフィリップス・レコードと契約し、同年初頭にファースト・シングル「Anyway That You Want Me」をリリースした。1967年末に発売されたファースト・アルバム『H.P.ラヴクラフト』には、バンドの最も有名な曲と言える「The White Ship」が収録されている。その後、バンドはカリフォルニア州サンフランシスコに拠点を移し、フィルモアやウィンターランド・ボールルームなど、サンフランシスコのベイエリアのさまざまな会場で頻繁にライヴを行うようになった。1968年、セカンド・アルバム『H.P.ラヴクラフト2』を発表するが、1969年初めに解散した。
エドワーズとオリジナル・メンバーのマイケル・テグザは、名前を短縮して「Lovecraft」という新ラインナップを結成したが、エドワーズはファースト・アルバムのレコーディング前にこの新グループを脱退している。この発展バンドは、1970年にアルバム『Valley of the Moon』を、さらに「Love Craft」に改名後、1975年にアルバム『We Love You Whoever You Are』を発表した。

## メンバー
H. P. Lovecraft

- ジョージ・エドワーズ - ヴォーカル、アコースティック・ギター、エレクトリック・ギター、ギタロン、ベース (1967年-1969年)
- デイヴ・マイケルズ - ヴォーカル、オルガン、ピアノ、チェンバロ、クラリネット、リコーダー (1967年-1968年)
- トニー・カヴァラーリ - リード・ギター、ヴォーカル (1967年-1969年)
- マイケル・テグザ - ドラム、パーカッション、ティンパニ、ヴォーカル (1967年-1969年)
- トム・スキッドモア - ベース (1967年)
- ジェリー・マクジョージ - ベース、ヴォーカル (1967年-1968年)
- ジェフ・ボヤン - ベース、ヴォーカル (1968年-1969年)

Lovecraft

- マイケル・テグザ - ドラム (1969年-1971年)
- ジム・ドンリンガー - ギター (1969年-1971年)
- マイケル・ビーン - ベース (1969年-1971年)
- マーティ・グレッブ - キーボード、ヴォーカル (1969年-1971年)
- ジョージ・エドワーズ - ヴォーカル、ギター (1969年-1970年)

Love Craft

- マイケル・テグザ - ドラム (1975年-1976年）
- ラロミー・ウォッシュバーン - ヴォーカル、パーカッション (1975年)
- ジョージ・アゴスト - パーカッション (1975年)
- クレイグ・ギグスタッド - ベース (1975年)
- マーク・ジャスティン - シンセサイザー、キーボード (1975年)
- ホルヘ・フアン・ロドリゲス - ギター (1975年)
- フランク・カペック - ギター (1975年-1976年)
- ショーン・クリストファー - ヴォーカル (1976年)

## ディスコグラフィ

### スタジオ・アルバム
- 『H.P.ラヴクラフト』 - H. P. Lovecraft (1967年)
- 『H.P.ラヴクラフト2』 - H. P. Lovecraft II (1968年)
- Valley of the Moon (1970年) ※Lovecraft名義
- We Love You Whoever You Are (1975年) ※Love Craft名義

### ライブ・アルバム
- Live May 11, 1968 (1991年)

### コンピレーション・アルバム
- At the Mountains of Madness (1988年)
- H. P. Lovecraft/H. P. Lovecraft II (1997年)
- Two Classic Albums from H. P. Lovecraft: H. P. Lovecraft/H. P. Lovecraft II (2000年)
- Dreams in the Witch House: The Complete Philips Recordings (2005年)

### シングル
- "Anyway That You Want Me"/"It's All Over for You" (Philips 40464) (1967年)
- "Wayfaring Stranger"/"The Time Machine" (Philips 40491) (1967年)
- "The White Ship" (Part 1)/"The White Ship" (Part 2) (Philips 40506) (1967年)
- "The White Ship"/"I've Been Wrong Before" (Philips BF 1639) [UK release] (1968年)
- "Keeper of the Keys"/"Blue Jack of Diamonds" (Philips 40578) (1968年)
- "We Can Have It Altogether"/"Will I Know When My Time Comes?" (Reprise 0996) (1971年) ※Lovecraft名義

年)
- "静かなる叫び - We Can Have It Altogether"/"レディ・カム・ソフトリー - Lady Come Softly" (Reprise P-1021R) (1971年) ※ラブクラフト名義、日本盤シングル
- "I Feel Better"/"Flight" (Mercury 73698) (1975年) ※Love Craft名義
- "Ain't Gettin' None"/"We Love You" (Mercury 73707) (1975年) ※Love Craft名義